# 宮の腰町
宮の腰町（みやのこしちょう）は、愛知県名古屋市千種区の地名。丁目は設定されていない。住居表示実施。

## 地理
名古屋市千種区北部に位置し、東は茶屋が坂、西は谷口町および東区大幸南・前浪町、南は茶屋が坂・茶屋坂通、北は東区砂田橋に接する。

## 歴史

### 地名の由来
鍋屋上野町の字名によるという。

### 沿革
- 1988年（昭和63年）11月20日 - 千種区鍋屋上野町・茶屋坂通・金森町および東区鍋屋上野町の各一部により、千種区宮の腰町として成立[1]。同時に住居表示を実施[2]。

## 世帯数と人口
2019年（平成31年）1月1日現在の世帯数と人口は以下の通りである。
| 町丁     | 世帯数  | 人口  |
| -------- | ------- | ----- |
| 宮の腰町 | 322世帯 | 567人 |

### 人口の変遷
国勢調査による人口の推移
| 1990年（平成2年）  | 827人 | [ 3 ]     |  |
| 1995年（平成7年）  | 745人 | [ 4 ]     |  |
| 2000年（平成12年） | 700人 | [ WEB 6 ] |  |
| 2005年（平成17年） | 635人 | [ WEB 7 ] |  |
| 2010年（平成22年） | 478人 | [ WEB 8 ] |  |

## 学区
市立小・中学校に通う場合、学校等は以下の通りとなる。また、公立高等学校に通う場合の学区は以下の通りとなる。
| 番・番地等 | 小学校               | 中学校               | 高等学校 |
| ---------- | -------------------- | -------------------- | -------- |
| 全域       | 名古屋市立上野小学校 | 名古屋市立振甫中学校 | 尾張学区 |

## 施設
- 鍋屋上野浄水場[2]
- 宮ノ腰荘
- 宮の腰公園

1956年（昭和31年）10月15日供用開始。
- 水道公園 水の丘

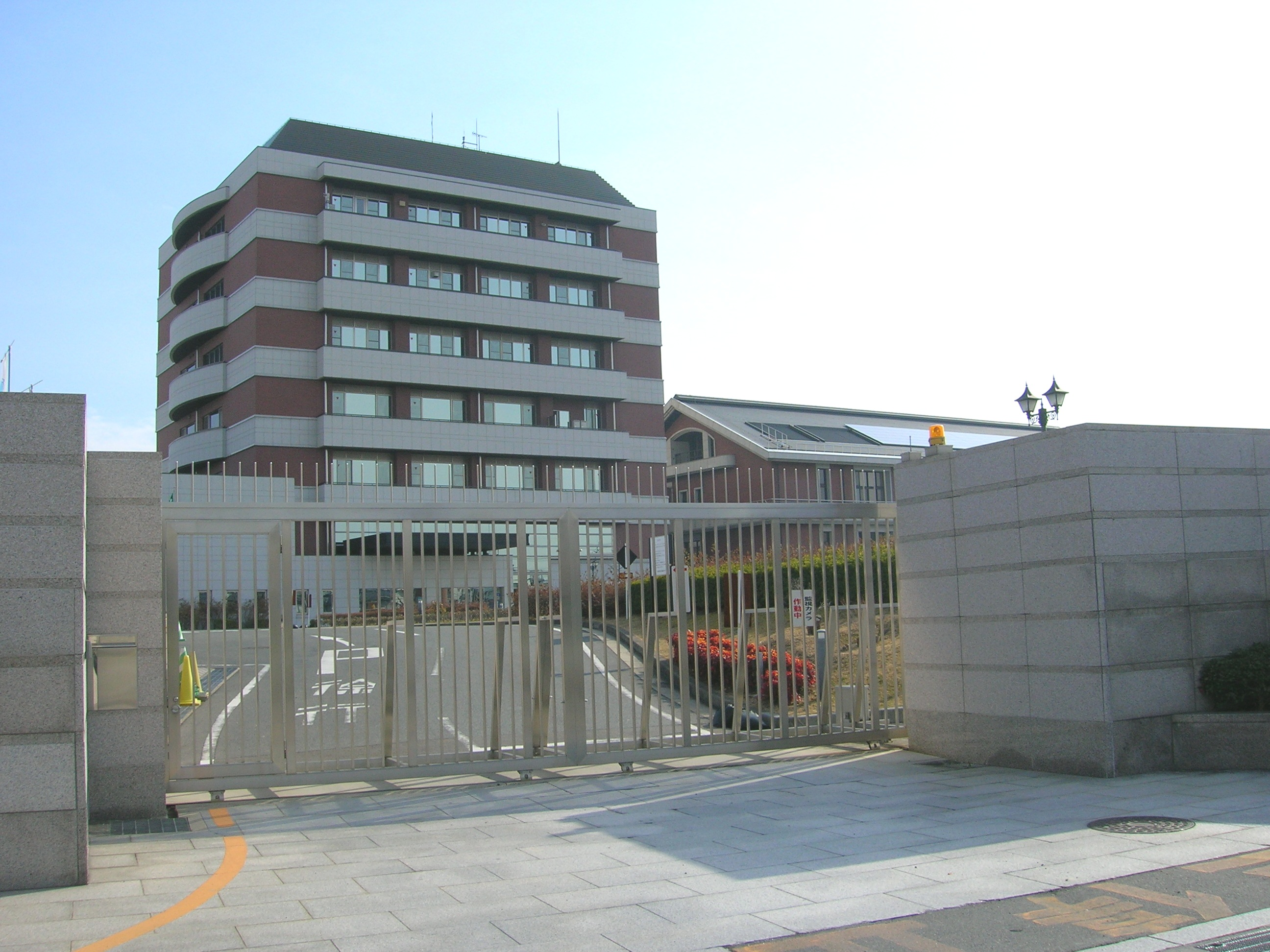
鍋屋上野浄水場
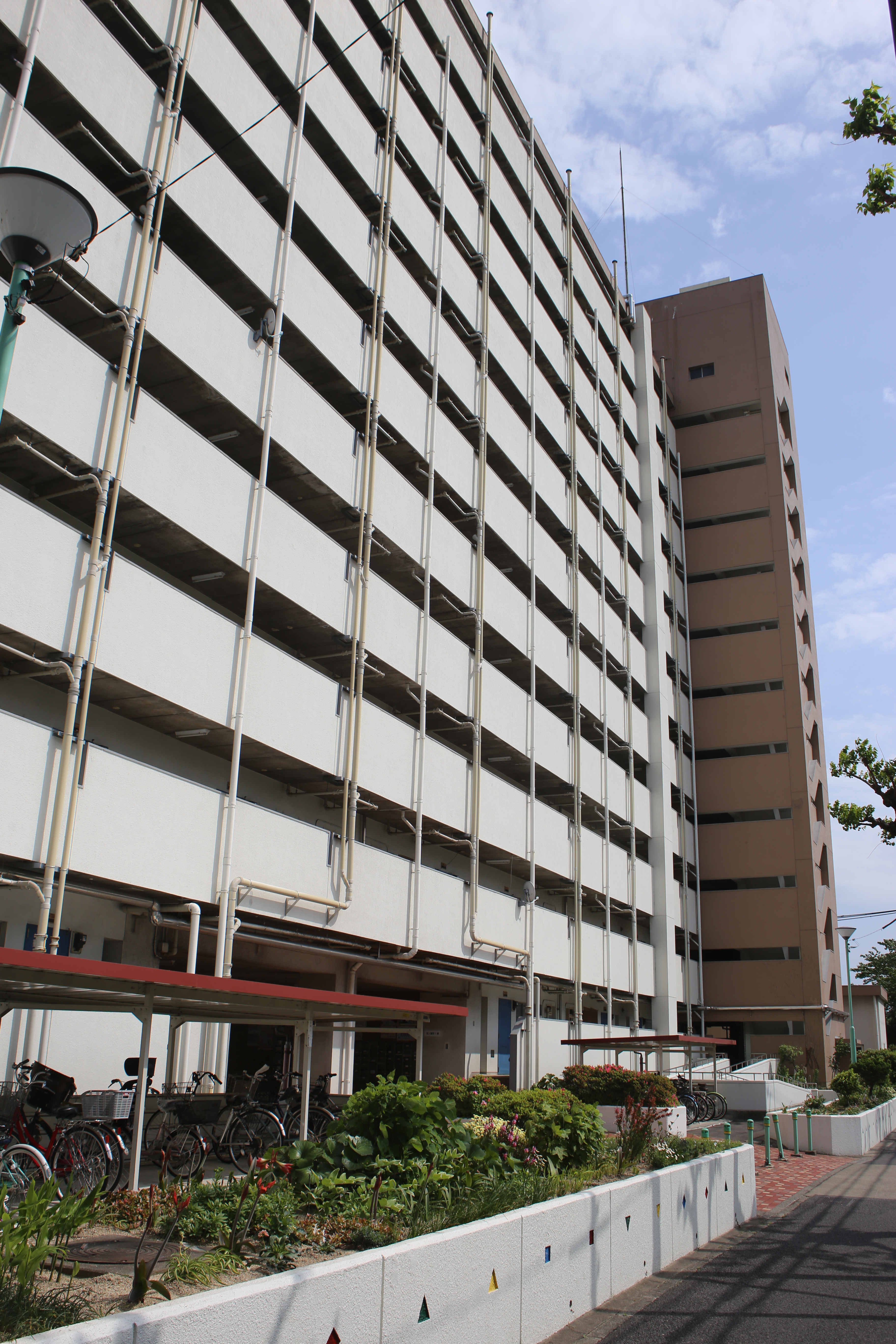
宮ノ腰荘
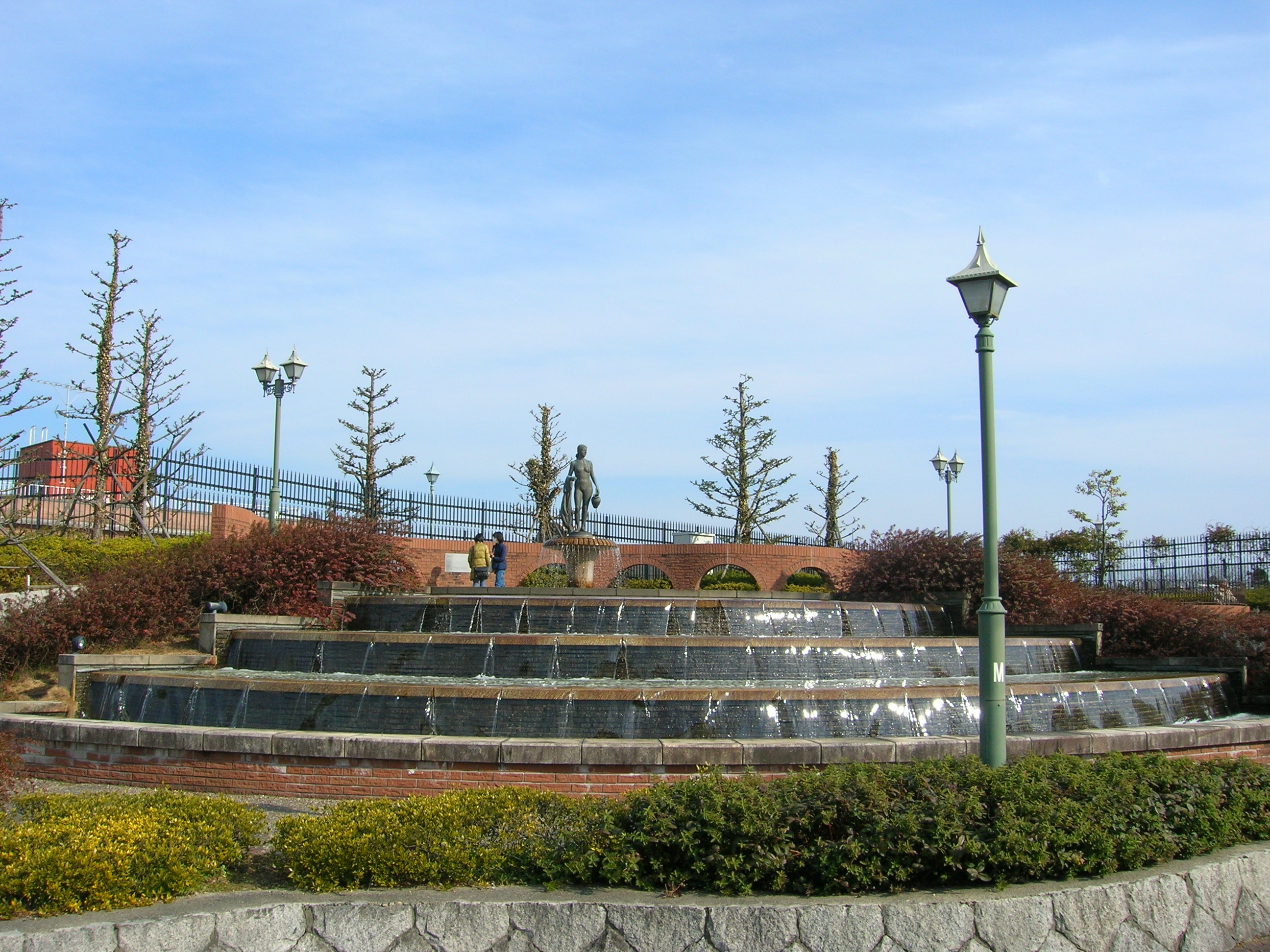
水道公園 水の丘

## その他

### 日本郵便
- 郵便番号 : 464-0091[WEB 3]（集配局：千種郵便局[WEB 12]）。

### WEB
1. 1 2  “愛知県名古屋市千種区の町丁・字一覧”.   人口統計ラボ. 2019年2月9日閲覧。
2. 1 2  “町・丁目(大字)別、年齢(10歳階級)別公簿人口(全市・区別)”.   名古屋市 (2019年1月23日). 2019年1月23日閲覧。
3. 1 2  “郵便番号”.  日本郵便. 2019年1月6日閲覧。
4. ↑  “市外局番の一覧”.   総務省. 2019年1月6日閲覧。
5. ↑  名古屋市役所市民経済局地域振興部住民課町名表示係 (2015年10月21日). “千種区の町名一覧”.   名古屋市. 2016年1月29日閲覧。
6. ↑  名古屋市役所総務局企画部統計課統計係 (2005年7月1日). “（刊行物）名古屋の町(大字)・丁目別人口 (平成12年国勢調査) (8)千種区(第1表から第3表)” (xls). 2015年10月15日閲覧。
7. ↑  名古屋市役所総務局企画部統計課統計係 (2007年6月27日). “（刊行物）名古屋の町(大字)・丁目別人口 (平成17年国勢調査) (8)千種区(第1表から第3表）” (xls). 2015年10月15日閲覧。
8. ↑  名古屋市役所総務局企画部統計課統計係 (2012年4月22日). “（刊行物）名古屋の町(大字)・丁目別人口 (平成22年国勢調査) (8)千種区(第1表から第3表）” (xls). 2015年10月15日閲覧。
9. ↑  “市立小・中学校の通学区域一覧”.   名古屋市 (2018年11月10日). 2019年1月14日閲覧。
10. ↑  “平成29年度以降の愛知県公立高等学校（全日制課程）入学者選抜における通学区域並びに群及びグループ分け案について”.   愛知県教育委員会 (2015年2月16日). 2019年1月14日閲覧。
11. ↑  “都市公園の名称、位置及び区域並びに供用開始の期日” (2019年5月1日). 2019年11月3日閲覧。
12. ↑  郵便番号簿 平成29年度版 - 日本郵便. 2019年01月06日閲覧 (PDF)

### 書籍
1. 1 2  名古屋市計画局 1992, p. 729.
2. 1 2 3  名古屋市計画局 1992, p. 123.
3. ↑  名古屋市総務局企画部統計課 1991, p. 8.
4. ↑  名古屋市総務局企画部統計課 1996, p. 8.